# Aleksandr Iwanow (malarz)
Aleksandr Andriejewicz Iwanow, cyr. Алекса́ндр Андре́евич Ива́нов (ur. 16 lipca?/28 lipca 1806 w Petersburgu, zm. 3 lipca?/15 lipca 1858 tamże) – rosyjski malarz neoklasycystyczny.

## Życiorys
Pochodził z rodziny malarzy. Od jedenastego roku życia uczył się jako student eksternistyczny u swojego ojca Andrzeja Iwanowa w Petersburskiej Akademii Sztuk Pięknych. Dzięki swojemu talentowi szybko został uhonorowany nagrodami za swoje prace. Działające w Petersburgu stowarzyszenie mecenatów sztuki umożliwiło mu wyjazd na studia zagraniczne. W 1830 malarz wyjechał do Niemiec (Drezno i Monachium), by następnie zamieszkać we Włoszech. Zawsze utrzymywał żywe kontakty z ojczyzną.
W pierwszych powstałych w Italii obrazach widać wpływy Michała Anioła, którego artysta podziwiał, kopiując w latach 1831–1832 freski kaplicy Sykstyńskiej. Już wtedy malarz stworzył całą serię szkiców przedstawiających motywy biblijne. W Rzymie związał się z Nazareńczykami. Wiosną 1834 odwiedził: Bolonię, Ferrarę, Wenecję, Padwę, Vicenzę, Weronę, Brescię, Bergamo, Mediolan i Parmę. W 1837 podczas swej drugiej podróży po Italii odwiedził: Florencję, Orvieto, Asyż i Livorno. Rok później poznał osobiście Nikołaja Gogola, którego sportretował w 1841. Z powodu choroby oczu przebywał na leczeniu i rekonwalescencji we Florencji. W 1845 odwiedził go w jego rzymskiej pracowni car Mikołaj I. W 1847 artysta poznał rosyjskiego działacza politycznego i myśliciela Aleksandra Hercena. Rok później zmarł ojciec malarza. Ze źródeł biograficznych wiadomo, iż w 1850 Iwanow przeczytał Das Leben Jesu. Kritisch bearbeitet Davida Friedricha Straussa. W latach 1851–1857 powstały liczne szkice na tematy biblijne. Dwadzieścia lat zajęło malarzowi stworzenie najsłynniejszego swego dzieła Objawienie się Mesjasza ludowi. Obraz powstawał w latach 1836–1857. W 1857 Iwanow wyjechał do Wiednia i Interlaken, by podreperować wzrok. We wrześniu tego samego roku odwiedził w Londynie Herzena.
W maju 1858 Iwanow postanowił wrócić do Rosji, zabierając ze sobą do Petersburga słynny obraz. Dużym sukcesem cieszyła się zorganizowana w Petersburskiej Akademii Sztuk Pięknych wystawa jego obrazów. Niestety w mieście wybuchła epidemia cholery. Iwanow zmarł u szczytu swojej kariery 15 lipca 1858.

## Ważniejsze dzieła
- Priam prosi Achillesa o zwrot ciała Hektora – 1824, olej na płótnie, Galeria Trietiakowska, Moskwa
- Józef tłumaczący sny podczaszego i piekarza – 1827, olej na płótnie, Muzeum Rosyjskie, Petersburg
- Grający i śpiewający Apollo, Hiacynt i Kyparissos – 1831-1834, olej na płótnie, Galeria Trietiakowska, Moskwa
- Chrystus ukazuje się Marii Magdalenie – 1834-1836, olej na płótnie, Muzeum Rosyjskie, Petersburg
- Ave Maria 1839, akwarela na papierze, Muzeum Rosyjskie, Petersburg
- Narzeczony kupujący pierścień dla swej narzeczonej – 1839, akwarela na papierze, Muzeum Rosyjskie, Petersburg
- Oliwki koło cmentarza w Albano. Nów – 1842-1846, olej na płótnie, Galeria Trietiakowska, Moskwa
- Gałąź drzewa – 1840-1860, olej na papierze, Galeria Trietiakowska, Moskwa
- Via Appia – 1845, olej na płótnie, Galeria Trietiakowska, Moskwa
- Woda i skały w pobliżu Palacculo – lata 50. XIX wieku, olej na płótnie, Galeria Trietiakowska, Moskwa
- Objawienie się Mesjasza ludowi – 1837-1857, olej na płótnie, Galeria Trietiakowska, Moskwa